# 黎靖德
黎靖德（?—?），宋代永嘉縣（今屬浙江）人。
嘉祐年間任沙縣（沙縣又別名沙陽）縣主簿，清廉謹慎。博學能文，主編過《沙陽縣志》，景定四年（1263年）以李道传编辑的池州刊《朱子语录》、李性传编辑的饶州刊《朱子语续录》、蔡抗编辑的饶州刊《朱子语后录》、黄士毅编辑的眉州刊《朱子语类》、王佖编辑的徽州刊《朱子语续类》為藍本，開始編輯朱熹生前的語錄，删其文字重复，咸淳六年（1270年）出版《朱子語類》一百四十卷。